# Mazelov
Mazelov (en allemand : Maselow, précédemment : Mazalow) est une commune du district de České Budějovice, dans la région de Bohême-du-Sud, en Tchéquie. Sa population s'élevait à 227 habitants en 2023.

## Géographie
Mazelov se trouve à 15 km à l'est-nord-est de Hluboká nad Vltavou, à 18 km au nord-est de České Budějovice et à 110 km au sud-sud-est de Prague.
La commune est limitée par Neplachov et Dynín au nord, par Záblatí à l'est, par Smržov au sud et par Lišov et Ševětín à l'ouest.

## Histoire
La première mention écrite du village date de 1396.

## Galerie

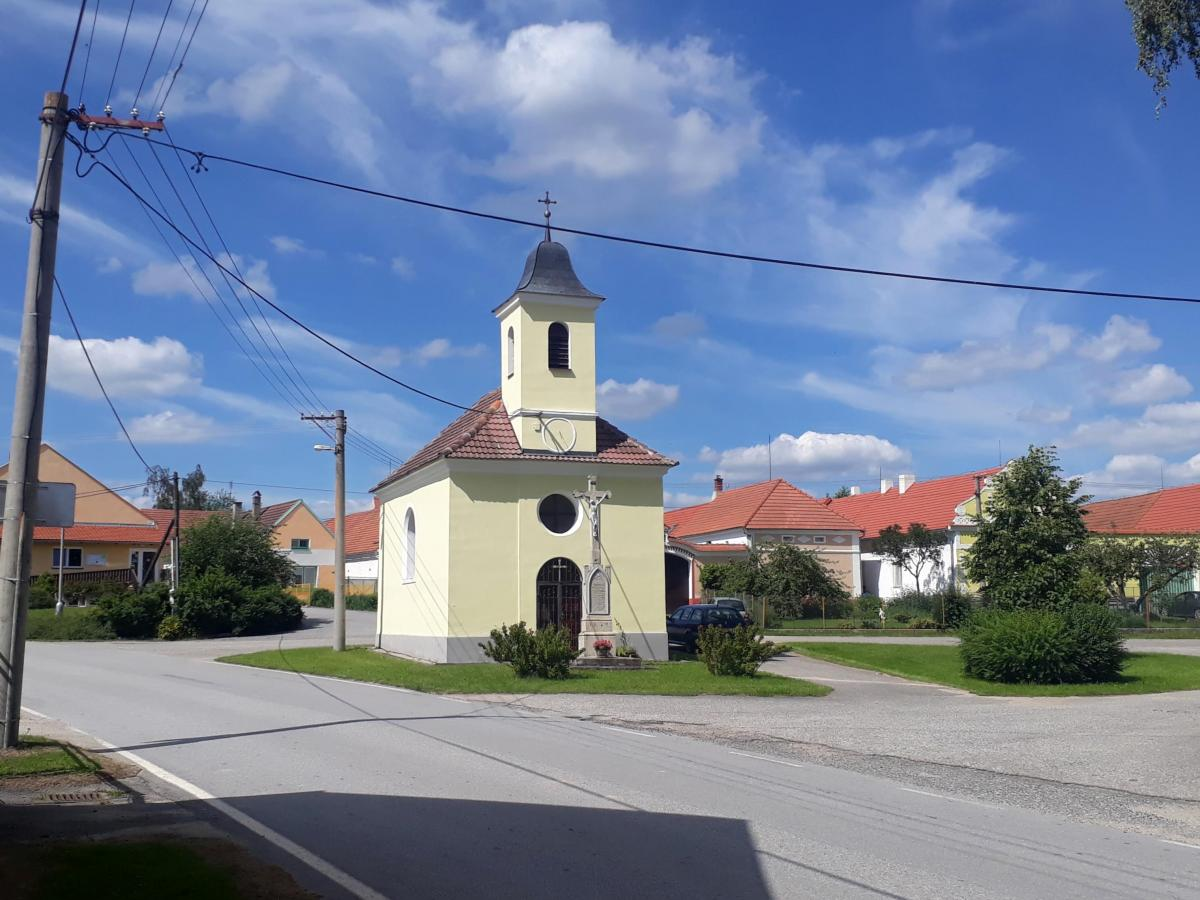
Chapelle à Mazelov.
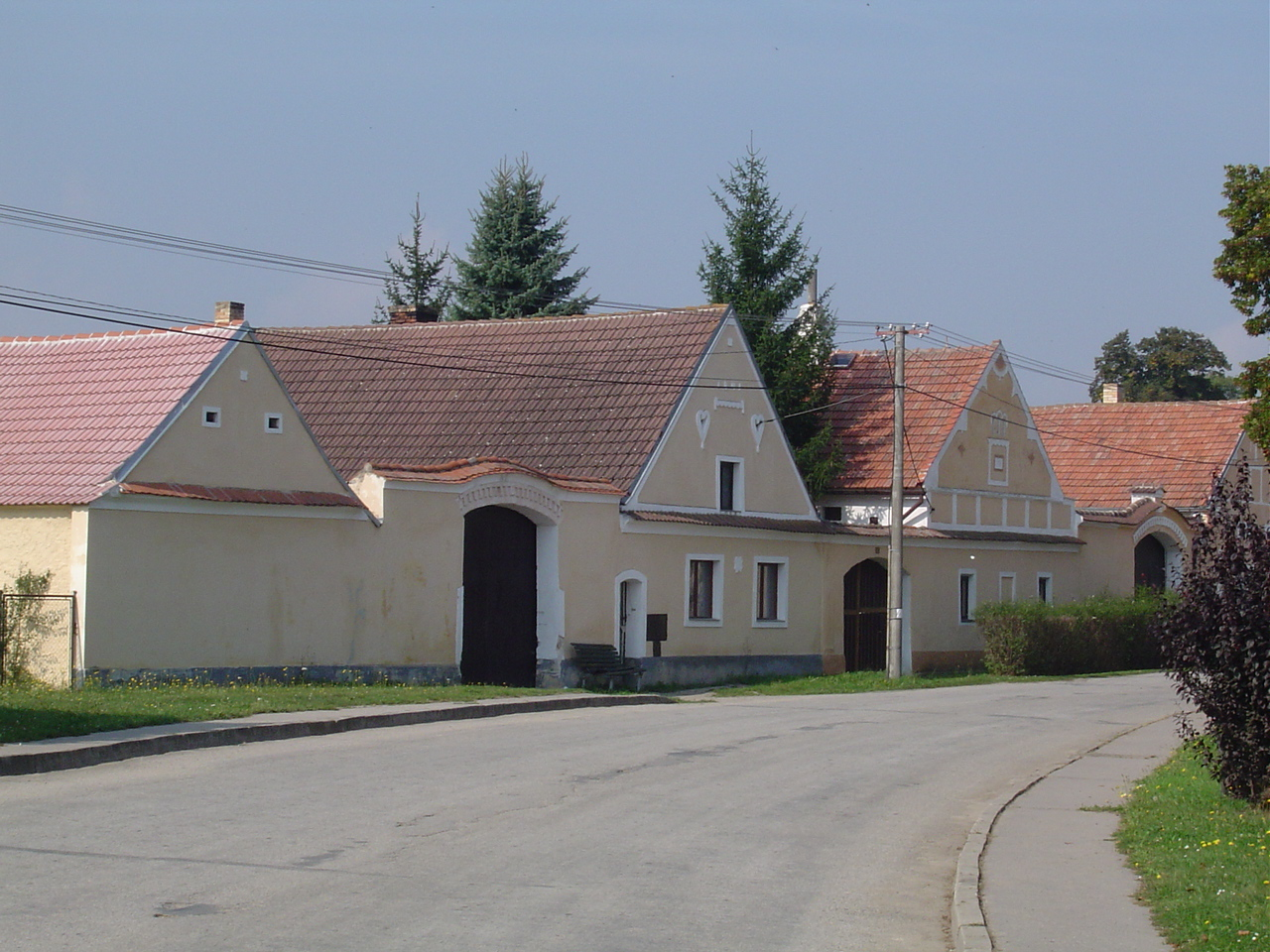
Maisons à Mazelov.

## Transports
Par la route, Mazelov se trouve à 9 km du centre de Lomnice nad Lužnicí, à 24 km de České Budějovice et à 165 km de Prague.

## Source
- (cs) Cet article est partiellement ou en totalité issu de l’article de Wikipédia en tchèque intitulé « Mazelov » (voir la liste des auteurs).